# Портрет Фёдора Васильевича Тейля ван Сераскеркена
«Портрет Фёдора Васильевича Тейль-ван-Сераскеркена» — картина Джорджа Доу и его мастерской из Военной галереи Зимнего дворца.
Картина представляет собой погрудный портрет генерал-майора барона Фёдора Васильевича Тейль-ван-Сераскеркена из состава Военной галереи Зимнего дворца.
С начала Отечественной войны 1812 года полковник барон Тейль ван Сераскеркен состоял в Свите Его Императорского Величества по квартирмейстерской части и находился при штабе 3-й Обсервационной армии, после вторжения Наполеона участвовал во многих сражениях против французов и за боевые отличия весной 1813 года был произведён в генерал-майоры.
Изображён в генеральском вицмундире, введённом для пехотных генералов 7 мая 1817 года. Слева на груди звезда ордена Св. Анны 1-й степени с алмазами; на шее кресты ордена Св. Владимира 3-й степени и прусского ордена Красного орла 2-й степени; справа на груди серебряная медаль «В память Отечественной войны 1812 года» на Андреевской ленте и крест австрийского ордена Леопольда 3-й степени. Подпись на раме: Ѳ. В. Тейль-фанъ Сераскеркенъ 1й, Ген. Маiоръ.
7 августа 1820 года Комитетом Главного штаба по аттестации барон Тейль ван Сераскеркен был включён в список «генералов, заслуживающих быть написанными в галерею» и 28 февраля 1823 года император Александр I приказал написать его портрет. Гонорар Доу был выплачен 22 апреля 1828 года. Готовый портрет был принят в Эрмитаж 26 апреля 1828 года. Поскольку предыдущая сдача готовых портретов в Эрмитаж произошла 21 января 1828 года, то портрет Тейль ван Сераскеркена считается написанным между этими датами.